# 排岭窑群址
排岭窑群址，位于中国广东省湛江市廉江市横山镇船渡清水村，为湛江市廉江市的一个市级文物保护单位，类型为古遗址，公布时间为1987年12月1日。
排岭窑群址的历史年代为唐、宋。